# Raf Verhulst
Raf Verhulst de son nom originel Rafaël Verhulst, né à Wommelghem le 7 février 1866 et décédé à Vaals le 24 mars 1941, est un écrivain et poète belge de langue néerlandaise.
Il produisit, souvent sous des pseudonymes (Antorf, Luc, Koen Ravestein, S.T. Rijder et Jan Terzake) à côté de son œuvre poétique des romans, des pièces de théâtre et des libelles politiques.

## Biographie
Raf Verhulst après des études à l'université catholique de Louvain devint journaliste, fonctionnaire à l'administration communale d'Anvers et chargé de cours au conservatoire flamand.
Sa pièce de théâtre Jezus de Nazarener (Jésus le Nazaréen) lui acquit pour la première fois en 1904 la notoriété.  L'on peut citer parmi ses autres pièces : Vorst en Volk (Maître et Sujet), Semini's Kinderen (Les Enfants de Semini), Telamon en Myrtalee (Télamon et Myrtale) et les pièces lyriques  Quinten Massys (Quentin Metsys) et Reinaert de Vos (Renard le Goupil).
Plusieurs de ses œuvres ont été récompensées, notamment par la ville d'Anvers, et il reçut également le Prijs van de Vlaamse Gemeenschap voor toneelliteratuur (Prix de la communauté flamande en faveur de la littérature théâtrale).
En 1940, il reçut le prix Rembrandt pour son roman historique Jan Coucke en Pieter Goethals, paru en 1938, relatant l'affaire judiciaire de ces deux ouvriers saisonniers flamands jugés en français à Charleroi et (selon la version de l'auteur) condamnés à mort sans rien avoir compris à leur procès.
Durant la Première Guerre mondiale, il fut rédacteur en chef du journal Het Vlaamsche Nieuws, organe de l'activisme flamand.  À la fin de la guerre il s'enfuit de ce fait aux Pays-Bas, où il se trouvait lorsque sa condamnation à mort par contumace fut prononcée en 1920.
Favorable à un rapprochement entre la Flandre et l’Allemagne, il s'établit en 1921 dans ce dernier pays, à Göttingen, où il enseigna dans un gymnase le néerlandais et la littérature. Admirateur d’Adolf Hitler (sans pour autant faire sienne l’idéologie de celui-ci), il continua de son lieu d'exil à promouvoir l'idéologie du nationalisme flamand, principalement à travers des publications et des articles de revues.

## Source
- (nl) Cet article est partiellement ou en totalité issu de l’article de Wikipédia en néerlandais intitulé « Rafaël Verhulst » (voir la liste des auteurs).